# Heterorachis simplicissima
Heterorachis simplicissima là một loài bướm đêm trong họ Geometridae.